# Ovtrup Sogn (Morsø Kommune)
 For alternative betydninger, se Ovtrup Sogn. (Se også artikler, som begynder med Ovtrup Sogn)
Ovtrup Sogn er et sogn i Morsø Provsti (Aalborg Stift).
I 1800-tallet var Ovtrup Sogn og Rakkeby Sogn annekser til Tæbring Sogn. Alle 3 sogne hørte til Morsø Sønder Herred i Thisted Amt. Tæbring-Ovtrup-Rakkeby sognekommune blev ved kommunalreformen i 1970 indlemmet i Morsø Kommune.
I Ovtrup Sogn ligger Ovtrup Kirke.
I sognet findes følgende autoriserede stednavne:
- Damsgård (landbrugsejendom)
- Fjallerslev (bebyggelse, ejerlav)
- Foldager (bebyggelse)
- Kløvenhøj (areal)
- Ovtrup (bebyggelse, ejerlav)
- Ovtrup Stræde (bebyggelse)